# رودی واله
رودی واله (انگلیسی: Rudy Vallée؛‏۲۸ ژوئیهٔ ۱۹۰۱ – ۳ ژوئیهٔ ۱۹۸۶) خواننده، بازیگر و رهبر گروه موسیقی اهل ایالات متحده آمریکا بود. وی بین سال‌های ۱۹۲۴ تا ۱۹۸۴ میلادی فعالیت می‌کرد.
از فیلم‌ها یا برنامه‌های تلویزیونی که وی در آن نقش داشته‌است، می‌توان به داستان پام بیچ، به یاد می‌آورم مادر، گناه هارولد دیدلباک و داستان هلن مورگن اشاره کرد.

## نگارخانه

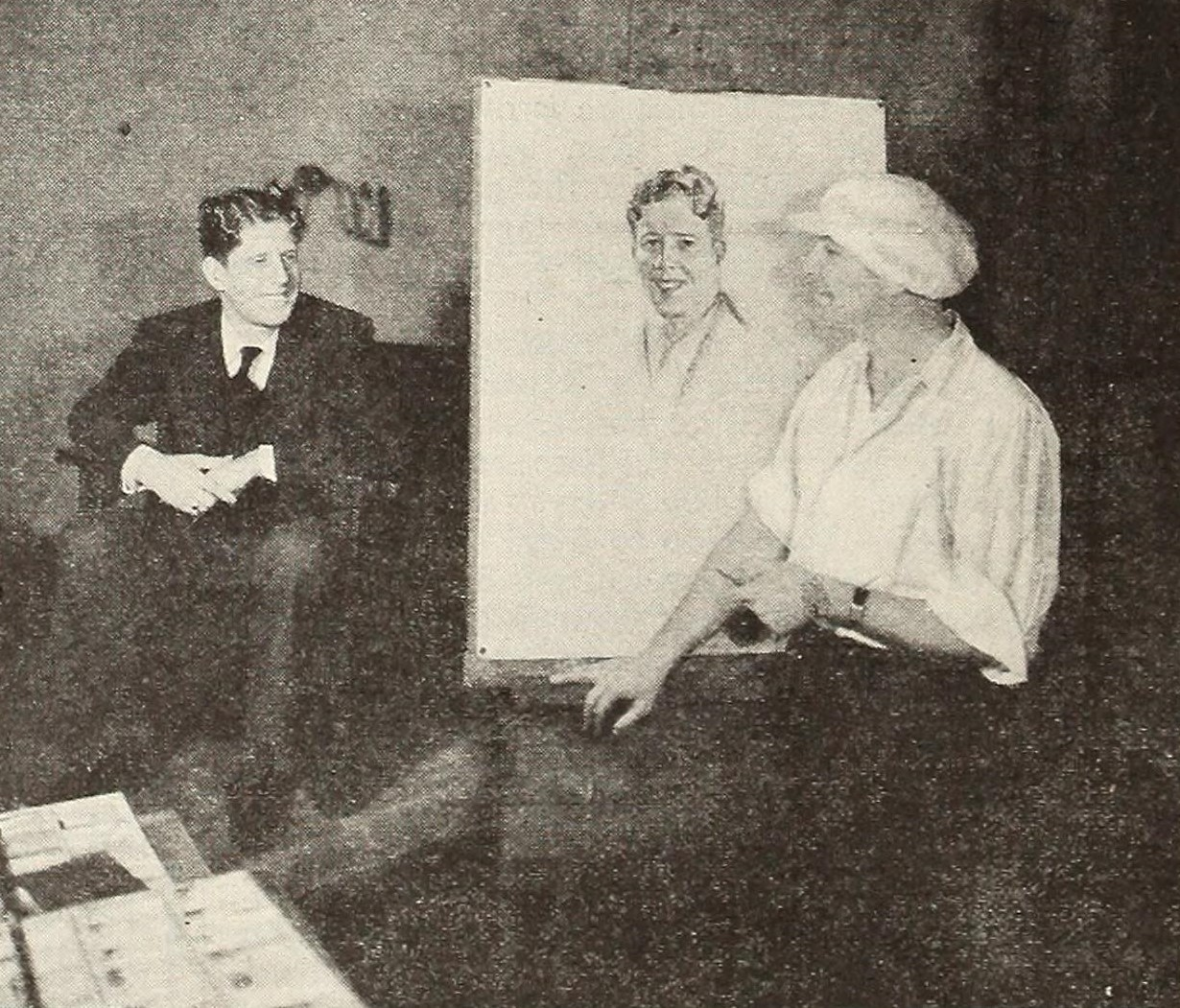
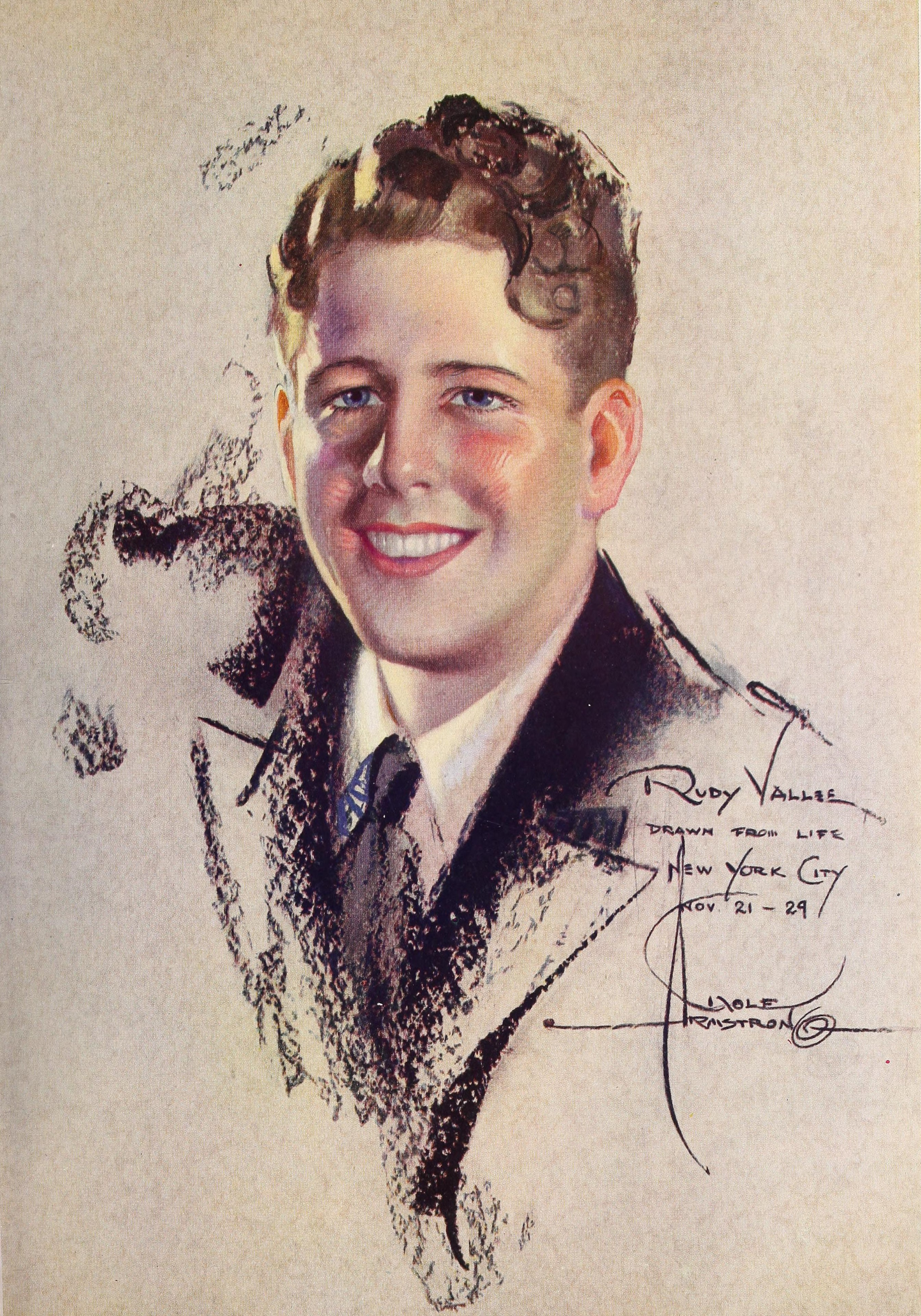
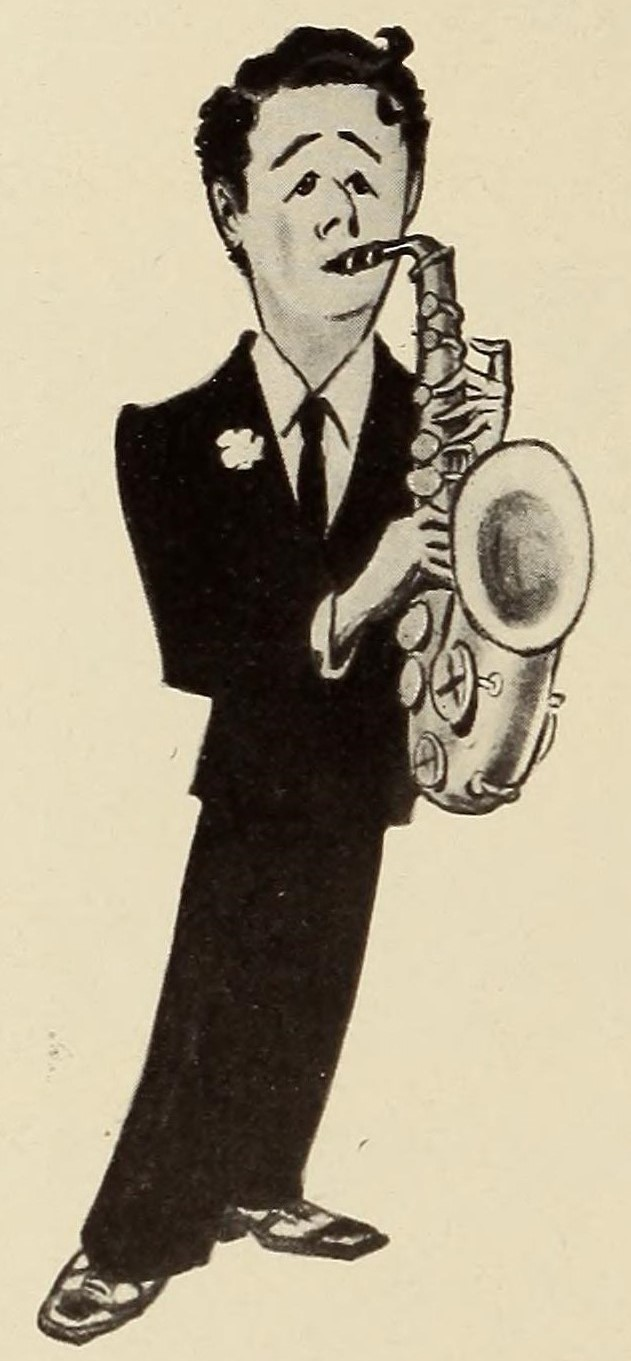
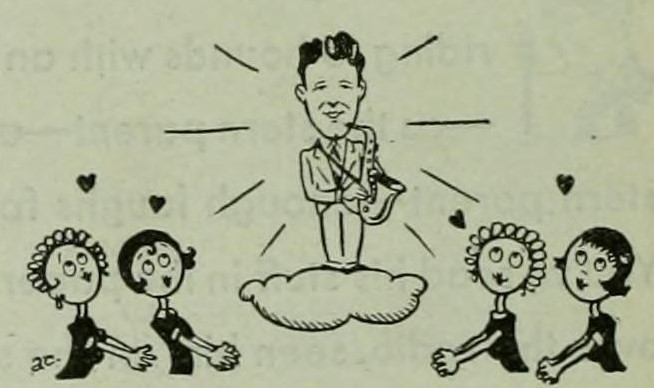
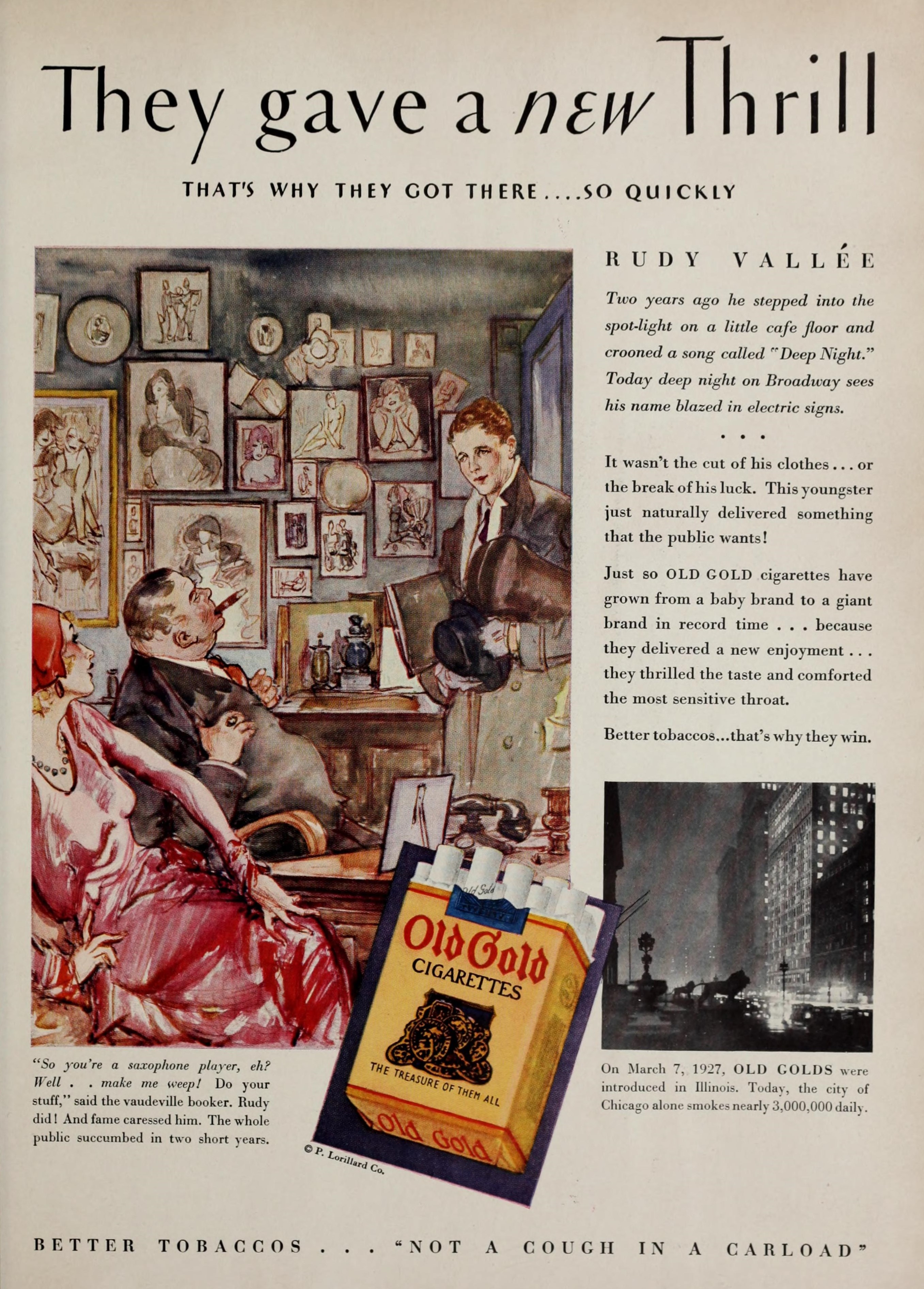
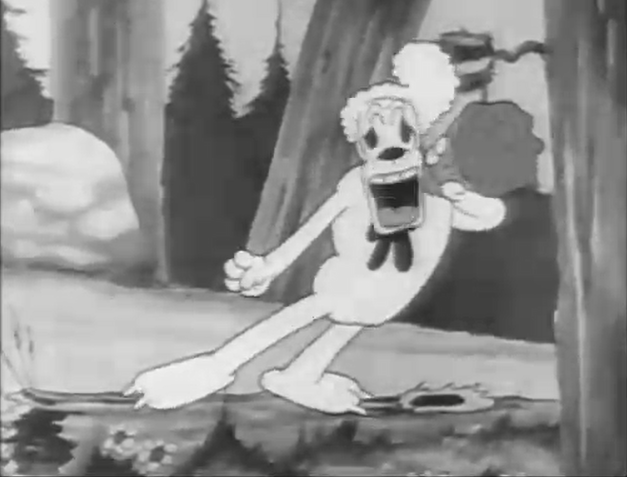
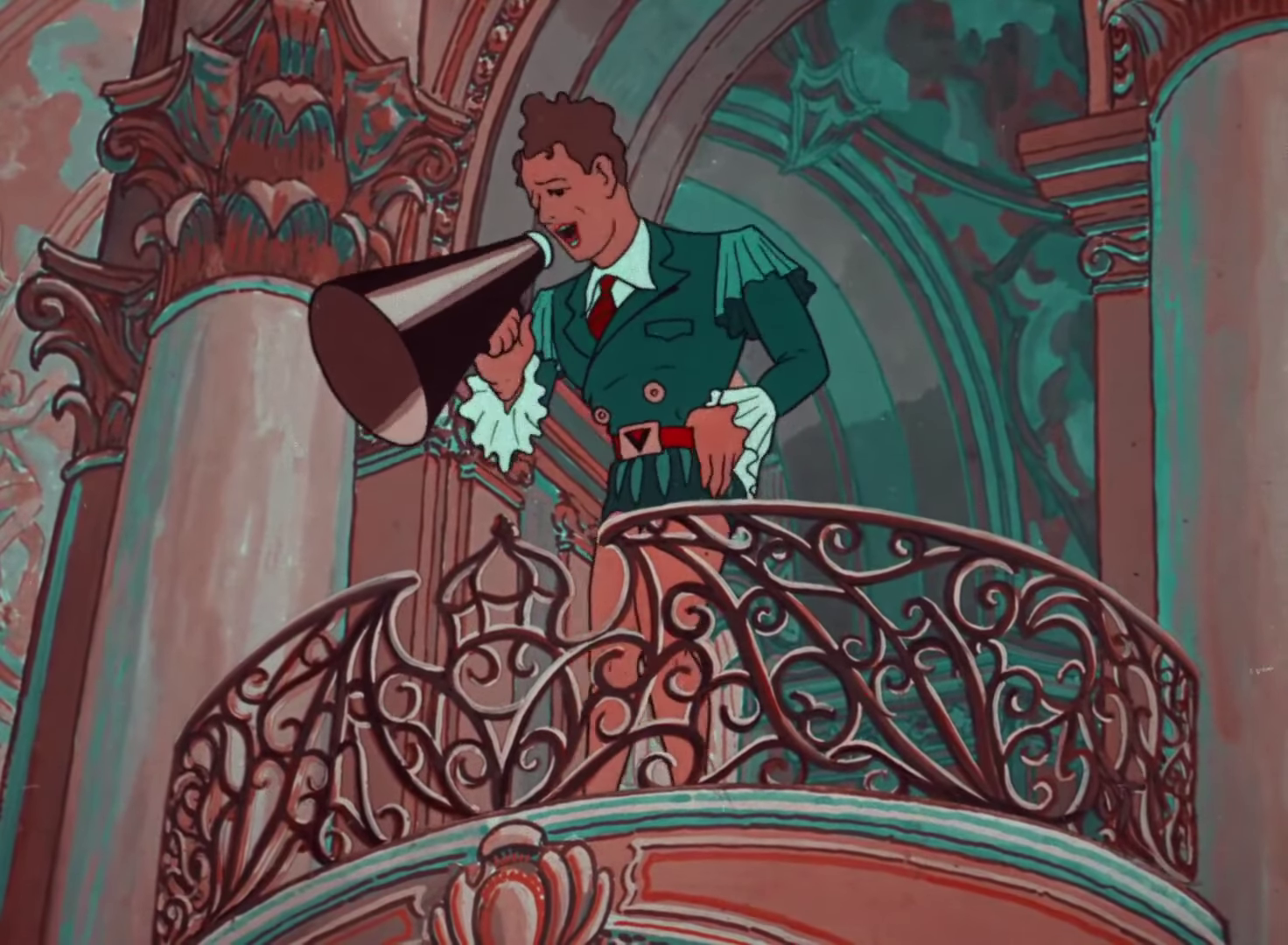